# Пилоты звёздных кораблей
Пилоты звёздных кораблей (яп. スターシップオペレーターズ, Starship Operators) — аниме-сериал, основанный на научно-фантастическом романе Рё Мидзуно. Выпущен студией J.C. Staff в 2005 году.

## Сюжет
Группа выпускников военного училища вместе с офицерами-инструкторами отправляется в тренировочный полёт на корабле планетарной системы Киби — «Аматэрасу». Однако по возвращении их ждёт неприятный сюрприз: остальные корабли оказались разрушенными, а власть над планетой перешла к захватчикам — содружеству планет Генриетты. Однако команда, чьё большинство из около 30 человек составляли девушки, принимает решение не сдаваться, а начать с ними борьбу.
При финансовой поддержке межгалактического телевидения они обеспечивают свой корабль всем необходимым, а взамен отважные корреспонденты ведут прямые репортажи с борта мятежного корабля на тысячи и тысячи планет. Вскоре дальний родственник одной из девушек, когда-то бывший премьер-министром Киби, объявляет себя лидером правительства в изгнании.

## Список персонажей
Синон Кодзуки (яп. 香月シノン Ко:дзуки Синон) — главный персонаж и офицер «Аматэрасу». Её отличает отличная стратегическая проработка действий.
Сэйю: Сидзука Ито
Аллэй Хисакаa (яп. 氷坂アレイ Хисака Арэй) — одна из самых активных членов команды, в обычных ситуациях спокойная и сдержанная.
Сэйю: Акэно Ватанабэ
Миюри Акисато (яп. 秋里ミユリ Акисато Миюри) — одна из самых близких подруг Синон, специалист по астрономии.
Сэйю: Масуми Асано
Кисука Кандзаки (яп. 神崎キスカ Кандзаки Кисука) — командующий «Аматэрасу».
Сэйю: Юкимаса Оби

## Музыка
Открывающая тема
- «radiance»

Исполняет: Мами Кавада
Закрывающая тема
- «Chi ni Kaeru ~on the Earth~»

Исполняет: Kotoko